# Pollo de raza Prat
El pollo de raza Prat es una raza de pollo autóctona de El Prat de Llobregat (provincia de Barcelona), España, y criada tradicionalmente en su término municipal. Esta raza se la conoce popularmente como pota blava, pata azul en catalán, cuya denominación también es utilizada para referirse a los habitantes de El Prat de Llobregat.
Se caracteriza por el color azulado de sus patas, por la que se la atribuye a menudo la denominación el colorido rubio oscuro de su plumaje, sin llegar a colores rojizos.
Es especialmente apreciado como plato durante las fiestas navideñas, especialmente como capón.
El pollo de raza Prat es la única raza de pollo de España que ha recibido la indicación geográfica protegida (IGP) de la Unión Europea, y cada pieza se comercializa con una etiqueta numerada y acreditativa de esta condición.
Para recibir este sello el pollo debe haberse criado en los términos municipales de Castelldefels, Cornellá de Llobregat, Gavá, San Baudilio de Llobregat, San Feliú de Llobregat, San Clemente de Llobregat, Viladecans y Santa Coloma de Cervelló aparte, por supuesto, del de la ciudad que le da su nombre, El Prat de Llobregat.

## Feria Avícola Pota Blava
Todos los años se celebra en el municipio de El Prat de Llobregat, en el mes de diciembre, una feria para promocionar esta raza. Se pueden observar ejemplares vivos y se puede adquirir capones para consumirlos. La raza de Pota Blava se caracteriza por tener un sabor intenso muy apreciado en restauración. Hasta principios de la década de los 90 era habitual que el Pollo de Prat se sirviera como plato principal en banquetes y bodas en Barcelona.
La feria coincide desde hace unos años con la promoción de la Alcachofa del Prat.

## Historia
A finales del siglo XIX empieza a definirse y seleccionarse gracias a un grupo de avicultores liderados por Salvador Castelló, un zoólogo e ingeniero agrónomo que fue clave para la definición de la avicultura catalana del siglo XX.
En la Exposición Universal de Barcelona de 1899 y en la Exposición Universal de París de 1900 se expusieron ejemplares de Gallos Pota Blava. Castelló consiguió que se reconociera a esta raza avícula por la Asociación Europea Avícola. Castelló dedicó un gran esfuerzo en la divulgación y promoción de la Raza Pota Blava consiguiendo que llegara a países como Argentina y Uruguay donde recibía el nombre de Catalana de Plata.
En 1925 Rosa Álvarez que había llegado unos años antes a El Prat de Llobregat se casa con el avicultor Josep Colominas Vergés. La pareja se instala en la calle Àngel Guimerà, calle centre en la actualidad, para la cría de pollos con los métodos más innovadores de la época. La producción fue aumentando y adquirieron una propiedad cerca  Carretera de la aviación a la que trasladaban los pollos criados en la incubadora de la primera ubicación. Esta nueva granja se construyó en 1932 y constaba de un largo artificial. La cría de estos pollos se convirtió en algo que implicaba a muchas personas del pueblo. La familia Colominas daba pollitos a diferentes familias, una vez habían crecido hacia una selección para la cría. Las familias colaboradoras podían quedarse con los descartados, que en muchas ocasiones eran vendidos en los mercados de la zona.

## Cambios en la producción y comercialización
En los años 60 se impusieron las gallinas híbridas. Estas eran mucho más fáciles de criar y engordar. Esto provocó el cierre de la granja Colominas - Vergés.
Las familias que criaban en sus jardines para consumo propio siguieron criando las gallinas Pota Blava y no las mezclaron con otras razas. Este hecho curioso hizo que en 1975 las autoridades pudieran iniciar el proceso de recuperación de la raza. En 1985 se crea la Asociación de Criadores raza Pota Blava.

## Recuperación de la Raza
Amadeu Francesch, que era biòlogo de l'IRTA (Institut de Recerca i Tecnologia Agroalimentàries) realizó un trabajo de diez años para la mejora genética de estos gallos y su posible comercialización.
En 1996 se consiguió criar un macho que crece un poco más rápido que el habitual y continua manteniendo las cualidades culinarias. Ese mismo año la raza Pota Blava recibió el sello IGP de la Unión Europea.